# Østrig ved sommer-OL 1928
Østrig deltager i Sommer-OL 1928. 73 sportsudøvere fra Østrig, 67 mænd og 6 kvinder deltog i 13 sportsgrene under Sommer-OL 1928 i Amsterdam. Østrig kom på en attendeplads med to guld- og en bronzemedalje.

## Medaljer
| 1928   | Guld | Sølv | Bronze | Total |
| Østrig | 2    | 0    | 1      | 3     |

## Medaljevindere
| Østrig under sommer-OL 1928 i Amsterdam | Østrig under sommer-OL 1928 i Amsterdam | Østrig under sommer-OL 1928 i Amsterdam | Østrig under sommer-OL 1928 i Amsterdam | Østrig under sommer-OL 1928 i Amsterdam |
| Medaljer                                | Udøver                                  | Sport                                   | Øvelse                                  | Resultat                                |
| --------------------------------------- | --------------------------------------- | --------------------------------------- | --------------------------------------- | --------------------------------------- |
| Guld                                    | Franz Andrysek                          | Vægtløftning                            | Fjervægt                                | 287,5 kg                                |
| Guld                                    | Hans Haas                               | Vægtløfting                             | Letvægt                                 | 322,5 kg                                |
| Bronze                                  | Leo Losert Viktor Flessl                | Roning                                  | Dobbeltsculler                          | 6.58,8                                  |